# 盧宙鉉
盧宙鉉（1946年8月19日—），韓國男演員。出道初期是使用本名進行演藝活動，直至1970年才啟用藝名，另有藝名「盧宇鉉」（노우현）等。

## 經歷
- 2007年：百濟藝術大學教授

## 演出作品

### 電視劇
- 1983年：KBS《開國》飾演 趙浚
- 1987年：MBC《愛情與野望》飾演 張洪朝
- 1992年：KBS《我丈夫的女人》
- 1995年：MBC《第4共和國》
- 1996年：SBS《認真生活》
- 1999年：KBS《有情》
- 2000年：MBC《黃金時代》
- 2001年：MBC《善姬與真姬》
- 2002年：SBS《幸福的開始》
- 2003年：KBS《粉兒》
- 2004年：MBC《玫瑰戰爭》
- 2004年：MBC《漢江戀歌》
- 2004年：SBS《玻璃畫》飾演 朴真成
- 2005年：SBS《那年夏天的颱風》飾演 韓光石
- 2006年：KBS《家有七公主》飾演 孔秀表
- 2006年：MBC《不可阻擋的High Kick》(客串 徐敏靜父親)
- 2007年：SBS《大老婆的反擊》飾演 崔定石
- 2007年：SBS《殘酷的愛》飾演 白東秀
- 2008年：MBC《春子家有喜事了》
- 2009年：KBS《不像三兄弟》飾演 朱范人
- 2010年：KBS《富翁的誕生》飾演 石峰的爸爸
- 2010年：MBC《紅字》飾演 文政浩
- 2011年：SBS《要帥氣的生活》飾演 趙容發
- 2013年：KBS《王家一家人》飾演 民鍾的爸爸
- 2013年：tvN《馬鈴薯星2013QR3》飾演 盧修東
- 2014年：MBC《全都是泡菜》飾演 朴才韓
- 2014年：MBC《狎鷗亭白夜》飾演 孟奎植
- 2014年：MBC《傲慢與偏見》飾演 李仲崑
- 2016年：SBS《對，就是那樣》飾演 劉民浩
- 2021年：TV朝鮮《結婚作詞，離婚作曲》飾演 申祺琳

### 電影
- 1970年：《誰都不明白》（客串）
- 1971年：《即使恨也要再愛一次大完結篇》
- 1971年：《爭執紊亂單身漢》（客串）
- 1975年：《慾望》
- 1976年：《我心中的風車》
- 1977年：《女兒的性》
- 1979年：《永恆的遺產》
- 1982年：《野狗》
- 1991年：《我妻子的悲哀東西》
- 2002年：《緊急措施19號》（客串）
- 2004年：《最後的狼》
- 2004年：《咪玩嘢》
- 2005年：《戀愛高手》
- 2005年：《工作服定式》
- 2006年：《金官長的星期五》
- 2007年：《PK金武門》

## 綜藝節目
- 2009年：KBS《青春不敗》

## 獲獎
- 1971年：青龍電影獎新人特別獎（《即使恨也要再愛一次大完結篇》）[3][4]
- 1989年：KBS演技大賞最優秀男表演獎
- 2005年：KBS文藝對象最佳藝人賞

## 外部連結
- NAVER （页面存档备份，存于）
- 盧宙鉉在韩国电影数据库（KMDb）上的資料（韓語）